# Francisco José Vieira
Francisco José Vieira foi um diplomata português.
De 1821 a 1822, serviu no Rio de Janeiro como ministro dos Negócios Estrangeiros do Reino de Portugal e do Brasil.
Foi comandante interino do exército brasileiro em 1821.